# Fratello del nostro Dio
Fratello del nostro Dio (Brat naszego Boga) è un film del 1997 diretto da Krzysztof Zanussi.